# Yngve Bjerström
Yngve Teodor Bjerström, född 24 juli 1902 i Eksjö, död 16 november 1983, var en svensk borgmästare och bankdirektör.
Efter att ha blivit juris kandidat vid Uppsala universitet 1928 genomförde Bjerström tingstjänstgöring och blev e.o. notarie i Stockholms rådhusrätt 1931, var ombudsman hos drätselkammaren i Gävle stad 1933–39, magistratsrådman 1936, civilrådman 1948, borgmästare 1953–59 och verkställande direktör för Smålandsbanken i Jönköping 1959–69.
Bjerström var bland annat auditör 1939–43, krigsdomare 1944–48, sekreterare hos stadsfullmäktige 1940–53, ordförande i Uplandsbankens avdelningskontor 1944–59, i byggnadsnämnden 1953–59, vice ordförande i barnavårdsnämnden 1943–59, inspektor vid folkskoleseminariet i Gävle 1946–59, vice ordförande Jönköpings läns trafiksäkerhetsförbund från 1959 samt ledamot av kyrkomötena 1957 och 1958.